# 農圃道
農圃道（英語：Farm Road）是香港靠背壟的一條道路，是一條由東向西的單程路，東接馬頭圍道，西接天光道。
農圃道周邊的土地用途曾為學校、軍營、難民營、青年拘留所等。農圃道18號位置於戰後曾是一個小型英軍基地，在越南船民湧港的時候改建成難民營。而對面的農圃道11號亦曾用作青年拘留所。由於難民營、青年拘留所等設施可能對附近人口漸增社區造成治安壓力，故此農圃道11號及農圃道18號分別於1998年和2000年改為住宅樓宇，同時紓緩治安及人口增長帶來的壓力。
農圃道也是天光道駕駛考試中心的考試路線之一。

## 沿線建築物
- 協恩中學（農圃道1號）
- 保良局林文燦英文小學（農圃道2號）
- 新亞中學/新亞研究所（農圃道6號）
- 農圃道官立小學（農圃道8號）[2]
- 帝庭豪園（農圃道11號）
- 農圃道18號（農圃道18號）

## 改向
農圃道本是一條東向西的車道，歷史上最少發生過兩次改向。
- 因馬頭圍道維修水管工程，導致馬頭圍道封閉東行三條行車綫，東行車輛需改經浙江街、靠背壟道、天光道、農圃道回馬頭圍道。
- 因建造沙田至中環綫工程，導致馬頭圍道封閉三條行車綫，為紓緩馬頭圍道車流，農圃道改為西向東。